# Willi Koll
Willi Koll (* 17. November 1926 in Duisburg; † 2. Januar 2005) war ein deutscher Fußballspieler, der von 1949 bis 1961 in der Fußball-Oberliga West für den Duisburger SpV 241 Ligaspiele absolvierte und dabei 68 Tore erzielte.

## Laufbahn

### Vor der Oberliga, bis 1949
Bei den Grün-Weißen von der Grunewald-Kampfbahn im Stadtteil Hochfeld, beim Duisburger FV 08, begann die fußballsportliche Laufbahn von Willi Koll. Nach dem Zweiten Weltkrieg trug der ehemalige Gauligaverein seine Verbandsspiele in der Landesliga Niederrhein aus. Mit Trainer Willy Busch und Angriffskollege Günter Brocker gewann der junge Mittelstürmer Koll in der Saison 1948/49 die Meisterschaft in der Gruppe eins durch einen 3:2-Erfolg im Entscheidungsspiel gegen TuRa 1886 Essen. Der DSV setzte sich in der Aufstiegsrunde zur Oberliga West direkt durch und der FV 08 zog in der Qualifikationsrunde durch Erfolge gegen den VfL Witten und SF Katernberg dem Stadtrivalen nach. Das Mittelstürmertalent schloss sich zur Runde 1949/50 dem elffachen Westdeutschen Meister Duisburger Spielverein an.

### Anfänge Oberliga und 2. Liga West, 1949 bis 1954
Bei den Blau-Weißen debütierte Willi Koll am ersten Spieltag, den 4. September 1949, in der Oberliga West. Er agierte beim 1:1-Auswärtsremis bei Rot-Weiß Oberhausen auf der Mittelstürmerposition. Der DSV belegte am Rundenende den zehnten Rang und Koll hatte alle 30 Ligaspiele absolviert und dabei wie Hans Schäfer (1. FC Köln) und Julius Ludorf (SpVgg Erkenschwick) 17 Tore erzielt. In den Derby-Begegnungen gegen den FV 08 und Hamborn 07 erzielte er insgesamt vier Tore. Im zweiten Jahr, 1950/51, erlebte Koll aber nach 29 Spielen mit vier Toren – darunter auch mehrere in der Verteidigung – den Abstieg in die 2. Liga West. Drei Jahre benötigte Koll mit seinen Mannschaftskameraden um die Rückkehr in die Oberliga zu bewerkstelligen. 1952 und 1953 reichte es jeweils zum dritten Platz, ehe er mit seinen Mitspielern Fritz Bermel, Josef Broden, Hans Hoffmann, Hans Lohmann und Manfred Wacker in der Runde 1953/54 vor Westfalia Herne, SG Wattenscheid 09 und Rot-Weiß Oberhausen die Meisterschaft in der 2. Liga West und damit die Rückkehr in die Oberliga feiern konnte.

### Oberliga West, 1954 bis 1961
In den ersten drei Jahren nach der Oberliga-Rückkehr, 1954/55 bis 1956/57, verbesserte sich der „Altmeister“ ständig in der Tabelle. Willi Koll, er war jetzt eine Institution als Mittelläufer und trotzdem offensiver Antreiber bei den Blau-Weißen, kletterte mit seiner Mannschaft vom achten, über den vierten und schließlich 1957 gar auf den zweiten Platz und konnte somit die Vizemeisterschaft und damit den Einzug in die Endrunde um die deutsche Fußballmeisterschaft feiern. Mit 16:2 Punkten gelang dem DSV ein überragender Start in der Runde 1956/57. Dabei ragte der 1:0-Auswärtserfolg am siebten Spieltag vor 35.000 Zuschauern im Stadion Rote Erde gegen den amtierenden Deutschen Meister Borussia Dortmund heraus, als Abwehrchef Willi Koll den BVB-Angriff um Wolfgang Peters, Alfred Preißler, Alfred Kelbassa, Heinz Simmer und Helmut Kapitulski nicht zu Entfaltung kommen ließ. Ralf Piorr hält dazu fest: 

„Der Fußball-Westen reibt sich verwundert die Augen: „Wer soll diese Duisburger schlagen? Mit 14:0 Punkten weisen die Ruhrort-Mannen um Stopper Willi Koll eine schier unglaubliche Siegesserie auf. Bis zum 23. Spieltag führen sie ununterbrochen die Tabelle an, verlieren nur drei von 22 Spielen.““

 Die Vorrunde schloss Duisburg als Tabellenführer mit 24:6 Punkten ab. Im Endspurt ging Koll und Kollegen etwas die Luft aus und der 30. Spieltag entschied über die Vizemeisterschaft zwischen dem DSV und dem 1. FC Köln. Die punktgleichen „Geißböcke“ holten mit 3:3 Toren in Aachen einen Punkt und Kolls Treffer in der 88. Minute zum 2:2-Heimremis gegen den FC Schalke 04 entschied den Einzug in die Endrunde mit einem Zehntel-Tor-Vorsprung für den DSV. Willi Koll erinnert sich rückblickend: 

„Eigentlich waren wir seit 1954 wieder ganz gut im Tritt und hatten mit dem Fred Harthaus auch einen Trainer, der die Spieler gut ansprach. Wir hatten dann 1957 eine junge Mannschaft, aber keinen so starken 12. und 13. Mann. Das war vielleicht auch ein Grund, warum uns am Schluss etwas die Puste ausgegangen ist.“

 In der Endrunde zeigte sich der DSV aber nochmals von seiner besten Seite. Ungeschlagen, mit zwei Unentschieden und einem Sieg, überstanden die Duisburger gegen den Hamburger SV, 1. FC Saarbrücken und den 1. FC Nürnberg die Gruppenspiele. Am letzten Spieltag, den 16. Juni 1957, vor 35.000 Zuschauern im Südweststadion in Ludwigshafen gegen Nürnberg besorgte Koll – der schon damals aus dem Abwehrzentrum heraus als eine Art offensiver Libero agierte – in der 47. Minute für den zwischenzeitlichen 1:1-Ausgleichstreffer. Mit dem Tor in der 83. Minute zum 2:2-Endstand verbaute Nürnberg dem DSV den Einzug in das Finale am 23. Juni gegen den Westmeister Borussia Dortmund. Trotzdem war der zweite Gruppenplatz in der Endrunde für Koll und seine Mitspieler Broden, Wacker, Bermel und die Angreifer Ernst Wechselberger, Walter Münnix, Rolf Benning und Hans Lohmann der sportliche Höhepunkt in ihrer Zeit beim DSV.
Finanziell nicht konkurrenzfähig konnten die Duisburger die Abgänge von Torhüter Broden und Torjäger Wechselberger vor der Runde 1957/58 nicht verhindern und fielen auf den zehnten Rang der Abschlusstabelle zurück. Nach der Runde 1960/61 – Koll absolvierte als 34-jähriger Routinier nochmals 27 Spiele und erzielte dabei fünf Tore – beendete der DSV-Rekordspieler und -torschütze in der Oberliga West nach 241 Ligaspielen mit 68 Toren (dazu kommen noch rund 90 Einsätze in der 2. Liga West) seine aktive Spielerlaufbahn. Das „Aushängeschild“ der Blau-Weißen war mehr als ein Jahrzehnt hinweg der Dreh- und Angelpunkt sämtlicher Angriffsaktionen beim DSV gewesen. Zu Beginn seiner Karriere im Sturmzentrum und danach im Abwehrzentrum als „offensiver Mittelläufer“, der sich nicht damit begnügen wollte, nur die gegnerischen Angriffsreihen zu bekämpfen. Im ersten Jahr „nach Koll“, 1961/62, stieg der Duisburger Spielverein aus der Oberliga West ab.

### Auswahlehren
Bundestrainer Sepp Herberger nominierte die DSV-Ikone für das B-Länderspiel am 21. April 1956 in Enschede gegen Holland. Vor Torhüter Heinrich Kwiatkowski bildete er zusammen mit dem Sodinger Leo Konopczynski das deutsche Verteidigerpaar bei der 0:1-Niederlage. Im Jahr der Fußball-Weltmeisterschaft 1958 in Schweden bekam er eine Einladung zu einem WM-Lehrgang mit Testspiel einer A- gegen eine B-Elf am 4. September 1957 in Hannover. Konkurrenten auf der Mittelläuferposition waren dabei Willi Gerdau, Günter Graetsch, Herbert Schäfer und Egon Horst. Schäfer und Horst bekleideten im Spiel die Stopperrolle, Koll kam nicht zum Einsatz. Neun Tage vor seinem 33. Geburtstag, am 8. November 1959, dirigierte er in seinem zweiten B-Länderspiel in Saarbrücken gegen Ungarn die deutsche Defensive. Mit Horst Schnoor im Tor, Gustav Witlatschil und Friedel Späth in der Verteidigung, sowie den Außenläufern Hermann Nuber und Dieter Seeler war Mittelläufer Koll zentraler Rückhalt beim 2:1-Erfolg der DFB-Mannschaft. Bei Richard Kirn kann man über das Verhältnis „Koll und die Nationalmannschaft“ nachlesen: 

„Hatte jedoch vom Stopperspiel eigene Vorstellungen, die sich nicht mit denen des Bundestrainers deckten, weshalb dieser ihn fallen ließ. Koll ist in seiner Vereinself seit Jahren Mittelpunkt, und er versteht, wenn es das Ergebnis verlangt, nach wie vor, erfolgreich zu stürmen.“

Piorr und Kollegen führen Willi Koll im „Lexikon des Revier-Fußballs“ im Band 1 zweimal in den Runden 1955/56 und 1957/58 im „Revier-Team der Saison“ auf.